# Ботуэлл (Великобритания)
Ботуэлл (англ. Bothwell) — город с местным самоуправлением в Саут-Ланаркшире (Шотландия). Расположен на северном берегу реки Клайд. Примыкает к Аддингстону и Гамильтону, находится в 14 км на восток-юго-восток от центра города Глазго.
Ботуэлл является зажиточным спальным районом, привлекающим множество местных знаменитостей, включая футболистов команд Селтик и Рейнждерс. Благодаря устойчивому росту цен на недвижимость, Ботуэлл приобрёл себе репутацию как одного из самых процветающих городов-спутников Глазго. Опубликованный в The Scotsman опрос показал, что улица Bothwell's Imperial Way, где находится дом бывшего футбольного тренера Селтик —  Гордона Стракана стоит на пятом месте в списке самых дорогих улиц Шотландии. За ней следуют улицы находящиеся по соседству — Мил Роуд и Файф Кресент.
По состоянию на 2008 год население Ботуэлла составляло 3,000 человек. Большинство жителей Ботуэлл являются владельцами своего имущества, а годовой доход жителей значительно выше среднего. В среднем стоимость дома в Ботуэлл составляет 556 250 фунт стерлингов.
В приходской церкви, восстановленной в конце 19 века, выступает хор старой готической церкви 1398 года. Также из достопримечательностей есть памятник поэтессе Джоанне Бейли, родившейся в доме пастора, и древний Замок Ботуэлл.

## История
Деревня Ботуэлл с окружающими предместьями к востоку от реки Клайд были местом разработки трёх средних по размеру угольных шахт викторианской эпохи. Это Bothwell Castle, Bothwell Park и Hamilton Palace. Первые две финансировались Уильямом Бэйрдом, мастером по железу из Коатбриджа, а последняя шахта — компанией Bent Coal. Каждая из них обслуживалась семействами шахтёров, благодаря которым появились новые деревни Bothwell Park и Hamilton Palace. Владели шахтами Earl of Home и the Duke of Hamilton.
Две добывающие компании построили двухкомнатные дома для сдачи в аренду шахтёрам. Рента автоматически вычиталась из их заработной платы. В Ботуэлле дома располагались в существующей деревеньке, но две другие общины создавались на бывших полях и в них не было магазина компании. Дома Bothwell Castle состояли из трёхэтажных многоквартирных блоков и двухэтажных террас. Дома Bothwell Park состояли из шести одноэтажных террас. Дома Hamilton Palace состояли из 14 двухэтажных террас. Добывающие компании также строили и большие дома для своего управленческого персонала.

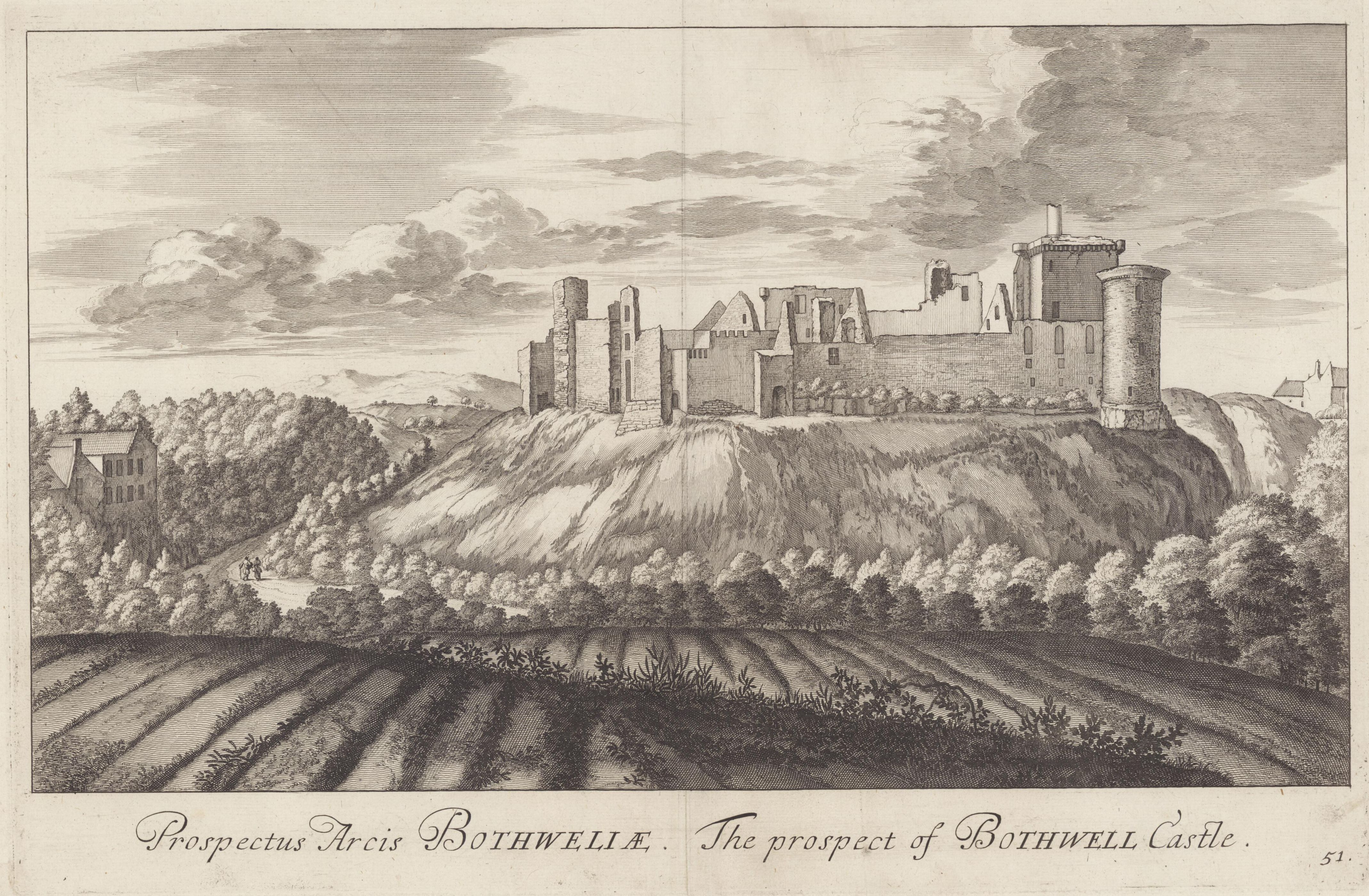
Замок Ботуэлл.

Шахты разрабатывали одни и те же пласты и уголь продавался здесь же, местным предприятиям и для доменных печей. Шахты достигли своего зенита в 1910 году, когда на Hamilton Palace было 1226, в Bothwell Park — 663 и в Bothwell Castle — 522 рабочих. Bothwell Park была признана одной из самых высокопроизводительных шахт Великобритании. Закрылась она в 1930 году, Bothwell Castle закрылась в 1950 и по 1953 использовалась для перекачки воды из шахт Blantyre. Hamilton Palace закрылась в 1959 из-за невыгодной стоимости откачки воды.

## Замок
Живописные руины Замка Ботуэлл расположены на утёсе выше изгиба реки Клайд на окраине Ботуэлла. Эта крепость принадлежала сэру Эндрю Морей, который был смертельно ранен в Битве на Стерлингском мосту в 1297 году. Замок  впоследствии перешел во владение клана Дугласов.
Готический замок состоит из большого четырёхугольника с круглыми башнями на южной стороне. В восточной его части есть остатки часовни. Поблизости также был построен неприхотливый особняк, принадлежавший Арчибальду Дугласу, 1 графу Форфара, и был известен как New Bothwell Castle (Новый замок Ботуэлл), но строение просело из-за подвижек грунта и было снесено в 1926 году.

## Инфраструктура
В Ботуэлле есть две начальные школы: недавно восстановленная начальная школа Ботуэлла и начальная римско-католическая школа святой Бригидды, гольф-клуб, боулинг-клуб, несколько магазинов и деловых контор на центральной улице города, а также горстка пабов и ресторанов.

## Спорт
На территории Замка Ботуэлл в конце 1940-х и начале 1950-х проходили скоростные гонки. Трек для них был построен на месте старой железной дороге членами клуба, которые использовали его в качестве тренировочной трассы. Иногда домашняя команда Bothwell Bulls тренировалась там с другими — Newtongrange и High Beech.
Здесь начинали путь к своим достижениям такие спортсмены как Tommy Miller, достигший славы в команде Glasgow Tigers в 1950 году, и Ken McKinlay, возможно лучший гонщик Шотландии.
Позднее, тренировки в целях улучшения защитного ограждения и прочего, были перенесены в Chapelhall.
- Эта статья (раздел) содержит текст, взятый (переведённый) из одиннадцатого издания «Британской энциклопедии», перешедшего в общественное достояние.